# Râul Sava, Beznea
Râul Sava sau Râul Handru este un curs de apă, afluent al râului Beznea.

## Hărți
- Harta Munții Apuseni
- Harta județului Bihor ]